# Araneus yunnanensis
Araneus yunnanensis là một loài nhện trong họ Araneidae.
Loài này thuộc chi Araneus. Araneus yunnanensis được Chang-Min Yin, Peng & Jia-Fu Wang miêu tả năm 1994.